# 盧·馬卡利
盧·馬卡利（1949年6月7日—）是一名蘇格蘭前足球運動員和經理。他在些路迪開始他的職業生涯，是Quality Street Gang的成員，這是1960年代後期出現的傑出預備隊，其中還包括堅尼·杜格利殊和丹尼·麥格倫。馬卡利最出名的是他在曼聯 的時期，他為曼聯上陣400多場比賽，幫助球隊重返甲組聯賽，並贏得1977年足總盃。隨後他在史雲頓結束自己的球員生涯。
馬卡利曾經是史雲頓、韋斯咸、伯明翰、史篤城（兩次）、些路迪和哈特斯菲的領隊。

## 球員生涯

### 些路迪
馬卡利是瑪格麗特和阿爾伯特的獨生子，出生在愛丁堡，在全家搬到倫敦之前，他與家人在牛頓格朗日村度過生命的首年。馬卡利的父親從事餐飲業，曾代表英國軍隊參加足球比賽。當馬卡里九歲時，全家搬到北艾爾郡的拉格斯。他被些路迪發現為艾爾郡效力，並在16歲時簽署球會學徒球員的表格。1968年，他在球會轉為職業球員，每週工資15英鎊。
馬卡利很快成為著名的預備隊的成員，該預備隊被稱為Quality Street Gang，其中還包括堅尼·杜格利殊、丹尼·麥格倫和大衛·海伊 。1968年8月，些路迪預備隊需要以至少7個進球擊敗帕蒂克薊預備隊，才能戰勝流浪者預備隊贏得預備隊聯賽杯。些路迪以12-0獲勝，馬卡里射入四球。馬卡里在兩個賽季的預備隊和偶爾的一線隊，在比賽中他射入91球，並於 1970年進入些路迪的一線隊。1971年，他在1971年蘇格蘭杯決賽的重賽中代替威利華萊士首發，並在些路迪2-1戰勝流浪者隊的比賽中入球。

### 曼聯
在些路迪開始的職業生涯後，他於1973年以20萬英鎊的轉會到曼聯，他在曼聯度過大部分的職業生涯。自1970年首次亮相些路迪以來，他在些路迪出場100次並射入57球。他在些路迪期間贏得三個聯賽冠軍和兩個蘇格蘭盃冠軍。
馬卡利在曼聯的首場比賽是在1973年1月對韋斯咸的比賽中，他在2-2的和局比賽中射入一個挽回一分的入球。1977年，他偏轉隊友占美·奇連諾夫的射門為曼聯贏得足總盃決賽對利物浦的比賽（並最終讓利物浦失去歐洲三冠王）。馬卡利為球會出場400次，射入98球。
馬卡利在奧脫福球場的早期職業生涯一直致力於領導一場難以取得任何成就的進攻。1974年降班到乙組聯賽是最低點，但馬卡利在接下來的幾個賽季裡在湯米·多徹蒂的帶領下作為中場球員蓬勃發展，曼聯開始用進攻足球贏回大批追隨者，馬卡利在其中與哥頓·希路、史提夫·郭甫和奇連諾夫兄弟等球員一起享有盛譽。
馬卡利幫助曼聯在1975年贏得乙組聯賽冠軍。他們在重返甲組聯賽後獲得第三名，並在足總盃中獲得亞軍，一年後又取得更好的成績並成功舉起獎盃。他在1979年對阿仙奴的決賽中落敗，並且還在1970年代末和80年代初的一系列歐洲賽事中出場。

### 蘇格蘭
1972年初，馬卡利兩次代表蘇格蘭U23隊出場，然後在1972年5月對陣威爾斯的比賽中首次代表蘇格蘭出場。他是參加 [[1978年國際足協世界盃|1978年阿根廷世界盃]的蘇格蘭隊成員。 然而，當他帶頭抱怨球員贏得世界盃時將獲得的20,000英鎊獎金太低，然後通過向媒體出售關於蘇格蘭隊陣營內部混亂和緊張的故事來賺取額外收入時，他引起了廣泛的批評。結果，蘇格蘭隊在首場比賽中輸給秘魯隊，戰平伊朗隊。他們以3-2擊敗荷蘭隊，但這不足以在小組賽出線，蘇格蘭隊在沒有晉級淘汰賽階段的情況下返回。馬卡利和他的隊友們最後並沒有獲得成為爭論焦點的獎金。馬卡利代表國家隊上陣24場，射入5個國際賽入球。

## 領隊生涯
1984年離開曼聯後，先後執教史雲頓、韋斯咸、伯明翰、史篤城（兩次）、些路迪和哈特斯菲。作為一名領隊，馬卡利堅持嚴格的健身制度，其中包括在球員的空閒時間進行額外的訓練，以及在球會內外禁止飲酒。
”當我在舊第四級別聯賽的史雲頓擔任第一份領隊工作時，我必須適應的一件事是我與能力不如奧脫福隊友的球員共事。當要求他們像頂級足球運動員一樣踢球，然後當他們做不到時，就會對他們感到沮喪，這是一種危險。但我看不出有什麼理由說明史雲頓的球員身體素質不如曼聯的球員。那是我們非常努力的事情，球員們接受後，我們在第二個賽季獲得升班作為回報。”——馬卡里回憶起他在史雲頓的日子。

### 史雲頓
馬卡利在管理方面的成功來自斯史雲頓的兩次升班（1986年丁組冠軍和1987年英丙附加賽冠軍）。史雲頓的助理教練哈利·格勒不喜歡馬卡利的比賽風格。馬卡利和格勒之間的分歧變得更加明顯，因此由莫里斯厄爾擔任主席的董事會在1985年4月5日耶穌受難日解雇他們兩人。在一場球迷主導的抗議之後，馬卡利於1985年4月10日恢復擔任領隊，史雲頓然後在接下來的六場比賽中保持不敗，贏出四場，馬卡利贏得該月最佳領隊獎。在接下來的1985–86賽季，馬卡利憑藉破紀錄的102分帶領史雲頓得丁組冠軍，獲得四項月度最佳領隊獎。 1987年，在施靴斯公園球場舉行的升班附加賽最終戰勝驕寧咸，實現連續第二次升班 。1989年，馬卡利因押注史雲頓輸掉足總盃對紐卡素的比賽而被足協罰款1,000英鎊。1992年，他因在擔任史雲頓領隊期間發生的稅務欺詐罪被審判並被宣告無罪；球會當時的主席被判有罪。

### 韋斯咸
在史雲頓的成就使馬卡利在1989-90賽季轉會到韋斯咸，成為韋斯咸第一位從未在球會效力的領隊。馬卡利於1989年7月3日獲聘任。馬卡利素以紀律著稱，並試圖改變球員的訓練和飲食習慣。這措施引致隊中一些球員反對。馬卡利引入新的主力球員，如盧迪克·米洛斯高、特雷弗·莫利、馬田·阿倫和伊恩·比索。 他的球隊努力在升班方面取得進展，但是直至1989年底，他們在乙組聯賽中只排名第十。1990年1月6日，他們還在足總盃第三輪被托基聯足球會淘汰出局。此後不久，馬卡利因在他的前球會史雲頓期間的投注違規行為而受到調查。最後他馬卡利於1990年2月18日離職。

### 伯明翰
1991年2月，馬卡利被任命為伯明翰領隊。他帶領藍軍在1991年附屬會員盃決賽以3-2戰勝燦美爾。

### 史篤城
1991年6月18日，馬卡利被任命為史篤城領隊。當時史篤城剛剛在聯賽中排名墊底，馬卡利肩負著扭轉球會命運的重任。他引入史蒂夫·佛利（50,000 英鎊來自史雲頓）、文斯·奧弗森（55,000英鎊來自伯明翰）、羅尼·辛克萊（25,000 英鎊來自布里斯托城）和前鋒馬克·史坦（100,000英鎊來自牛津聯）。 
史篤城在1991–92賽季整個賽季都在爭取自動升班機會，最終他們不得不在附加賽中與史托港相遇。在艾治尼公園球場的第一回合，由於史托港在卡爾·比斯頓被罰出場後，由李·托德射入罰球，史托港以1-0獲勝，而在第二回合中，史篤城在第一分鐘就落後，儘管馬克·史坦扳回一球，但史篤城還是以總計2–1出局 。在附加賽中輸給史托港幾天後，他們在1992年附屬會員盃決賽中再次相遇，史篤城以 1-0 獲勝。1992-93 賽季，史篤城在積累93分後贏得乙組聯賽冠軍，並且還保持25場不敗的球會紀錄。

### 些路迪
1993年10月，馬卡利離開史篤城回到蘇格蘭執教些路迪。儘管在他的第一場比賽中在埃布羅克斯球場以2-1擊敗格拉斯哥流浪，但他在些路迪公園球場的時間並不成功。馬卡利在轉會市場上採取多項舉措——但都沒有特別成功。格里·克里尼是當時些路迪為數不多的穩定射手之一，但是卻將他調動至不習慣的右翼位置上數週，然後以60萬英鎊的價格被賣給樸茨茅夫。前鋒威利·福爾科納是從錫菲聯簽下的，右後衛李·馬丁和守門員卡爾·墨格爾頓從英格蘭北部來到這裡，而在被認為是馬卡利最糟糕的舉動之一，安迪·佩頓以部分交換協議轉會到班士利，換來浪人前鋒韋恩·比金斯。在新年比賽中，些路迪以4-2慘敗於格拉斯哥流浪，些路迪在聯賽中萎靡不振。1994年1月在馬瑟韋爾的蘇格蘭盃提前出局，為些路迪帶來又一個慘淡的賽季。弗格斯·麥肯於1994年3月接些路迪老闆，並在三個月後正式解雇馬卡利。

### 重回史篤城
馬卡利於1994年9月返回史篤城。史篤城在1994-95賽季排名中游，排第11位，之後米克·謝倫和西門·史杜歷治在1995-96賽季的搭檔射入29個入球，並為史篤城贏得附加賽席位。史篤城在附加賽中的對手是馬田·奧尼爾帶領的李斯特城，史篤城已經在聯賽中主客兩次擊敗李斯特城 。李斯特城主場費拔街球場舉行的首回合以0–0結束。次回合時，史篤城發揮不佳，李斯特城射入唯一的入球，加里-柏加的左腳抽射終結了史篤城的升班希望。1996-97賽季，史篤城在維多利亞球場打完了他們的最後一個賽季，並以第12名的成績結束賽季。馬卡利宣布他將在賽季結束後離開，這讓人感到意外，但他在離開前被“剝奪了職責”，後來又以不當解僱而對彼得·科茨提出訴訟。

### 哈特斯菲
2000年，馬卡利在哈特斯菲重新當上領隊，哈德斯菲在賽季開局不佳後陷入護級困境。馬卡利無法阻止他們在2000-01賽季結束時從甲組聯賽降級。馬卡利在2001-02賽季成功穩住局面，並帶領球會進入乙組聯賽附加賽，因為哈德斯菲希望直接反彈。然而他們在準決賽中被賓福特擊敗。馬卡利下賽季的合同沒有續簽，哈德斯菲的董事會表示他的防守風格是其原因。這是馬卡利的最後一個領隊角色，儘管他與多個職位有聯繫，但此後一直沒有冒險重返管理崗位。

## 退休後
馬卡利目前住在特倫特河畔史篤，並在MUTV的多個節目中擔任評論員。在曼聯主客場比賽之前，他是比賽日現場直播的常客。除了像週三晚上的電話採訪節目一樣，他偶爾也會為天空體育台做評論，還定期為特倫特河畔史篤報紙The Sentinel撰寫評論文章。馬卡利多次在史丹福郡大學就體育新聞課程進行客座演講。馬卡利還在奧脫福球場附近的切斯特路擁有“Lou Macari Chip Shop”。他在2009年10月寫了自傳，名為《足球，我的生活》。
馬卡利在2014年的電視電影Marvellous中由蘇格蘭演員托尼·庫蘭飾演，該電影取材於前史篤城服裝師尼爾·鮑德溫的生平。

## 個人生活
馬卡利的母親在1978年世界盃前夕因服藥過量離奇離世，她的兒子要查明真相。“我媽媽一直獨自一人，在我和她的談話中，她說她有一些朋友在那裡。她死後把這些碎片拼湊起來，我只是不相信這些朋友是好朋友。一些錢不見了“。。
他的兒子邁克和保羅在史篤城打過職業比賽，當時馬卡里是球會的領隊。他的小兒子喬納森在1999年與諾定咸森林的合約被解除後自殺身亡。家庭朋友和前任經理戴夫·巴塞特說，喬納森無法承受父親偉大的壓力。也有人談論藥物影響他兒子的生活並導致他自殺，但馬卡利後來駁斥這一論述，承認就像他母親的死一樣，悲劇背後的完整故事可能永遠不會為人所知 。多年後他說：“年輕人口袋裡的錢是災難的根源，我們經歷那場災難。只有當你經歷過這樣的事情時，你才會明白它的地獄。”
他的孫子劉易斯為史篤城效力。
馬卡利與特倫特河畔史篤市議會合作建立馬卡利中心，這是一個為無家可歸的露宿者提供住所的街道休養所，該中心於2016年2月開放。在COVID-19大流行期間，馬卡利中心擁擠的場所被關閉後，馬卡利租了一個倉庫，並在裡面裝滿供無家可歸者使用的豪華露營艙，為他們提供與社會保持距離的地方和他們自己的個人地址。

## 生涯數據

### 作為球員

#### 球會
| 球隊     | 賽季     | 聯賽     | 聯賽 | 聯賽 | 足總盃 | 足總盃 | 聯賽盃 | 聯賽盃 | 歐洲賽 | 歐洲賽 | 其他[A] | 其他[A] | 總計 | 總計 |
| 球隊     | 賽季     | 級別     | 出場 | 入球 | 出場   | 入球   | 出場   | 入球   | 出場   | 入球   | 出場    | 入球    |      |      |
| -------- | -------- | -------- | ---- | ---- | ------ | ------ | ------ | ------ | ------ | ------ | ------- | ------- | ---- | ---- |
| 些路迪   | 1967–68  | 蘇甲     | 0    | 0    | 0      | 0      | 1      | 0      | 0      | 0      | 0       | 0       | 1    | 0    |
| 些路迪   | 1968–69  | 蘇甲     | 1    | 1    | 0      | 0      | 3      | 0      | 0      | 0      | 0       | 0       | 4    | 1    |
| 些路迪   | 1969–70  | 蘇甲     | 15   | 7    | 2      | 2      | 0      | 0      | 0      | 0      | 2       | 1       | 19   | 10   |
| 些路迪   | 1970–71  | 蘇甲     | 11   | 5    | 1      | 1      | 8      | 5      | 1      | 2      | 0       | 0       | 21   | 13   |
| 些路迪   | 1971–72  | 蘇甲     | 20   | 10   | 5      | 5      | 6      | 5      | 8      | 4      | 3       | 1       | 42   | 25   |
| 些路迪   | 1972–73  | 蘇甲     | 11   | 3    | 0      | 0      | 6      | 4      | 3      | 2      | 3       | 0       | 23   | 9    |
| 些路迪   | 總計     | 總計     | 58   | 26   | 8      | 8      | 24     | 14     | 12     | 8      | 8       | 2       | 110  | 58   |
| 曼聯     | 1972–73  | 英甲     | 16   | 5    | 0      | 0      | 0      | 0      | 0      | 0      | 3       | 0       | 19   | 5    |
| 曼聯     | 1973–74  | 英甲     | 35   | 5    | 2      | 1      | 1      | 0      | 0      | 0      | 0       | 0       | 38   | 6    |
| 曼聯     | 1974–75  | 英乙     | 38   | 11   | 2      | 0      | 7      | 7      | 0      | 0      | 0       | 0       | 47   | 18   |
| 曼聯     | 1975–76  | 英甲     | 36   | 12   | 6      | 1      | 3      | 2      | 0      | 0      | 0       | 0       | 45   | 15   |
| 曼聯     | 1976–77  | 英甲     | 38   | 9    | 7      | 3      | 4      | 1      | 4      | 1      | 0       | 0       | 53   | 14   |
| 曼聯     | 1977–78  | 英甲     | 32   | 8    | 4      | 3      | 1      | 0      | 2      | 0      | 1       | 0       | 40   | 11   |
| 曼聯     | 1978–79  | 英甲     | 32   | 6    | 5      | 0      | 1      | 0      | 0      | 0      | 0       | 0       | 38   | 6    |
| 曼聯     | 1979–80  | 英甲     | 39   | 9    | 2      | 0      | 3      | 0      | 0      | 0      | 0       | 0       | 44   | 9    |
| 曼聯     | 1980–81  | 甲組     | 38   | 9    | 2      | 0      | 2      | 0      | 1      | 0      | 0       | 0       | 43   | 9    |
| 曼聯     | 1981–82  | 英甲     | 11   | 2    | 2      | 0      | 0      | 0      | 0      | 0      | 0       | 0       | 13   | 2    |
| 曼聯     | 1982–83  | 英甲     | 9    | 2    | 1      | 0      | 3      | 0      | 1      | 0      | 0       | 0       | 14   | 2    |
| 曼聯     | 1983–84  | 英甲     | 5    | 0    | 1      | 0      | 2      | 0      | 2      | 0      | 0       | 0       | 10   | 0    |
| 曼聯     | 總計     | 總計     | 329  | 78   | 34     | 8      | 27     | 10     | 10     | 1      | 4       | 0       | 404  | 97   |
| 史雲頓   | 1984–85  | 英丁     | 27   | 3    | 1      | 0      | 1      | 0      | 0      | 0      | 2       | 1       | 31   | 4    |
| 史雲頓   | 1985–86  | 英丁     | 9    | 0    | 0      | 0      | 3      | 0      | 0      | 0      | 0       | 0       | 12   | 0    |
| 史雲頓   | 總計     | 總計     | 36   | 3    | 1      | 0      | 4      | 0      | 0      | 0      | 2       | 1       | 43   | 4    |
| 生涯總計 | 生涯總計 | 生涯總計 | 423  | 107  | 43     | 16     | 55     | 24     | 22     | 9      | 14      | 3       | 557  | 159  |

A. ^  “其他”欄目構成英意盃、德萊布勒盃、英格蘭社區盾、附屬會員盃和格拉斯哥盃的出場次數和入球數。

#### 國際賽
| 國家隊 | 年份 | 出賽 | 入球 |
| ------ | ---- | ---- | ---- |
| 蘇格蘭 | 1972 | 6    | 3    |
| 蘇格蘭 | 1973 | 4    | 0    |
| 蘇格蘭 | 1975 | 5    | 0    |
| 蘇格蘭 | 1977 | 6    | 2    |
| 蘇格蘭 | 1978 | 3    | 0    |
| 總計   | 總計 | 24   | 5    |

### 作為領隊
| 球隊     | 由             | 至             | 統計紀錄 | 統計紀錄 | 統計紀錄 | 統計紀錄 | 統計紀錄 |
| 球隊     | 由             | 至             | 賽       | 勝       | 和       | 負       | 勝率     |
| -------- | -------------- | -------------- | -------- | -------- | -------- | -------- | -------- |
| 史雲頓   | 1984年7月23日  | 1989年7月3日   | 285      | 138      | 67       | 80       | 48.4     |
| 韋斯咸   | 1989年7月3日   | 1990年2月18日  | 40       | 15       | 12       | 13       | 37.5     |
| 伯明翰   | 1991年2月7日   | 1991年6月18日  | 24       | 12       | 6        | 6        | 50.0     |
| 史篤城   | 1991年6月18日  | 1993年10月26日 | 138      | 69       | 38       | 31       | 50.0     |
| 些路迪   | 1993年10月27日 | 1994年6月16日  | 34       | 12       | 14       | 8        | 35.3     |
| 史篤城   | 1994年9月29日  | 1997年7月1日   | 151      | 55       | 47       | 49       | 36.4     |
| 哈特斯菲 | 2000年10月16日 | 2002年6月14日  | 93       | 36       | 29       | 28       | 38.7     |
| 總計     | 總計           | 總計           | 765      | 337      | 213      | 215      | 44.1     |

## 榮譽

### 作為球員
些路迪
- 蘇甲：(4次) 1969–70[44]、1970–71[44]、1971–72[44]及1972–73[44]
- 蘇格蘭足總盃：(2次) 1971[12]及1972[12]
- 蘇格蘭聯賽盃亞軍：(3次)1970、1971及1972

曼聯
- 英乙：1974–75[9]
- 足總盃: 1976–77[9]
- 社區盾: 1977*[45]及1983[46]
- 足總盃亞軍 (2次)：1976及1979
- 聯賽盃亞軍：1983

*與利物浦共同分享

### 作為領隊
獎項
- 月度最佳領隊（英语：Football League First Division Manager of the Month）：2000年12月[47]

史雲頓
- 英丁冠軍：1985–86[48]
- 英丙（英语：Football League Third Division）附加賽冠軍：1987[48]

伯明翰
- 英格蘭足球聯賽錦標賽冠軍：1991[48]

史篤城
- 英乙冠軍：1992–93[48]
- 英格蘭足球聯賽錦標賽冠軍：1992[48]